# Ковалёв, Иван Фёдорович
Иван Фёдорович Ковалёв (1885—1965) — русский сказочник, член Союза писателей СССР, автор словаря языка слепцов.

## Биография
Родился 31 марта 1885 года в крестьянской семье в селе Шадрино Семёновского уезда Нижегородской губернии. Окончил четырёхклассную сельскую школу, получив за хорошую учёбу похвальный лист и книгу «Сочинения Пушкина». По окончании школы просил учиться дальше, но его отец запретил, сказав, что ему достаточно того, чтобы его сын мог написать и прочитать письмо. Не помогли даже просьбы бывшего учителя. Оставшись в родном селе, когда ему исполнился 21 год, Иван Ковалёв решил жениться на дочери лесника, но тот в последний момент, когда уже всё к свадьбе было приготовлено, воспротивился этому браку и насильно обвенчал свою дочь с другим.
Служил в царской армии, был коробейником, участвовал в Первой мировой войне. Во время войны попал в плен, был угнан в Германию и только спустя 6 лет, — в 1920 году, смог вернуться на родину. В плену, чтобы иметь возможность писать своим родным о проблемах с продовольствием в лагере, что немцы запрещали делать, придумал собственный язык, на котором, по его словам, «никакие народы не говорят». Его замысел удался, родные поняли, что означали такие странные слова в его письме как хильно (плохо) или сумарь (хлеб), и уже вскоре стали высылать ему провизию.
После 1920 года был колхозным бригадиром, конюхом, заведовал Шадринской избой-читальней. В 1931 году познакомился с фольклористами. В 1936 году был приглашен в Москву, где были записаны его сказки. Там же встретился с Марфой Семёновной Крюковой, — знаменитой беломорской сказительницей. В 1938 году Иван Ковалёв был принят в члены Союза писателей СССР. В 1941 году вышел самый большой сборник сказок Ковалёва.
В годы Великой Отечественной войны Ковалёв выезжал на фронт, выступал перед бойцами на боевых позициях.
Умер 23 февраля 1965 года в Горьком.

## Творчество
Репертуар Ивана Ковалёва сформировался под воздействием разнообразных источников: шадринской устно-поэтической традиции, сказок его бабушки и матери, старообрядческих легенд и преданий, сказок дочери немецкого фабриканта, рассказов уральских казаков и других. Однако несмотря на это многообразие источников, в основе его репертуара в первую очередь лежит единое осмысление действительности.
При этом большой репертуар Ковалёва не равнозначен по своей художественной ценности: в нём встречаются как высокохудожественные поэтические сказки, так и безвкусные композиции, такие как «Сохатый», или «бледные» варианты традиционных сказочных сюжетов. Не равнозначны эти сказки и по своему удельному весу в репертуаре Ивана Ковалёва. В центре его творчества традиционные фантастические и авантюрные сказки, в то время как сказки о животных малочисленны вследствие того, что сам он считал их детскими и малоинтересными.
Отличительной чертой сказок Ивана Ковалёва является наличие в них чёткой мотивированности поступков всех героев. Каждая характеристика, которой он наделил своих героев, хотя бы и незначительная, находит своё отражение в повествовании, влияя не только на действия персонажей, но и на их отношение к происходящему. Также к характерным чертам его сказок часто относят многосюжетность, сложную композицию и психологизм.